# Upolu
 (janvier 2023).
Si vous disposez d'ouvrages ou d'articles de référence ou si vous connaissez des sites web de qualité traitant du thème abordé ici, merci de compléter l'article en donnant les références utiles à sa vérifiabilité et en les liant à la section « Notes et références ».

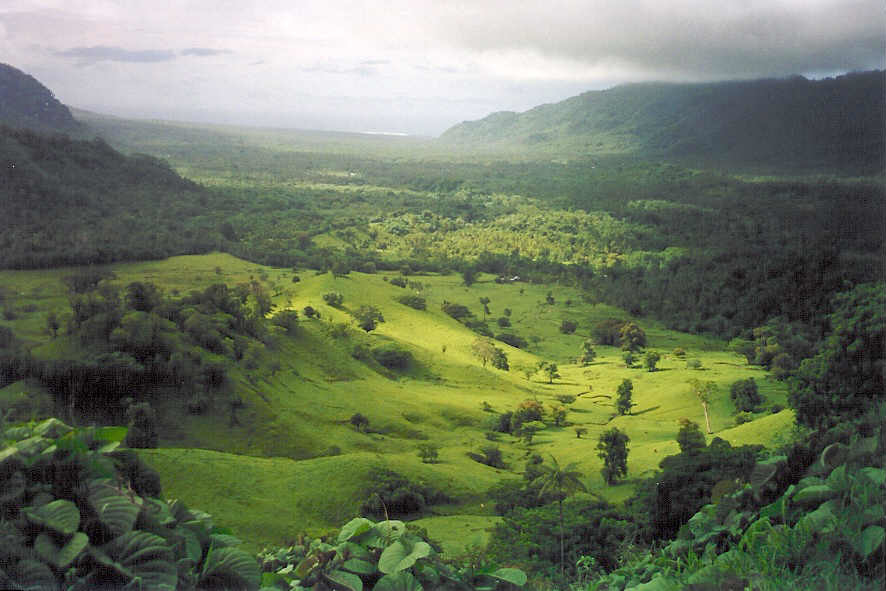
Paysage sur l'île d'Upolu.

Upolu est la plus petite des deux îles principales des Samoa, au large de l'Australie dans l'océan Pacifique. 
Le point culminant de l'île, le mont Fito, constitue le sommet du volcan qui forme l'île.     

## Histoire

### Robert Louis Stevenson
Robert Louis Stevenson, l'auteur du célèbre roman L'Île au trésor, s'y installe en 1889. Il y prend la défense des autochtones, spoliés par les agissements des colonisateurs occidentaux. Il y meurt de tuberculose, le 3 décembre 1894. Vénéré par les indigènes, celui qu'ils surnommaient Tusitala (le « conteur d'histoires ») sera inhumé en grande cérémonie, au sommet du mont Vaea qui domine sa propriété.